# Liz Weiler
Liz Weiler (ur. w 1991) – luksemburska lekkoatletka, biegaczka długodystansowa.
Reprezentantka kraju w drużynowych mistrzostwach Europy.

## Rekordy życiowe
- Bieg na 3000 metrów z przeszkodami – 10:41,93 (2012) rekord Luksemburga